# Янкеево
Янкеево (мар. Янки) — деревня в Советском районе Республики Марий Эл. Входит в состав Вятского сельского поселения.

## Географическое положение
Находится в центральной части республики Марий Эл на расстоянии приблизительно 10 км по прямой на север-северо-восток от районного центра посёлка Советский.

## История
Основана русскими переселенцами из Вятской губернии. В 1869 году было 20 дворов и 163 жителя. В 1891 году здесь было зарегистрировано 85 домохозяев. В 1952 году в деревне было 50 дворов и 214 жителей. В советское время работали колхозы «Красное знамя», «Молодая гвардия» и «Рассвет».

## Население
Население составляло 8 человек (русские 100 %) в 2002 году, 7 в 2010.